# 金沢まいもん寿司
金沢まいもん寿司は、日本の外食チェーンストアの1つ。運営している企業名は株式会社エムアンドケイ。回転寿司店や寿司割烹などを展開。社長の木下孝治は日本回転寿司協会初代会長。

## 概要
- 回転寿司激戦区と言われる金沢市でトップクラスの売上を記録している[2]。ほかの回転寿司大手チェーンがセントラルキッチン方式を利用し経営効率を高めようとするのに対し、地元の新鮮な魚を使い、職人が握る「こだわり」を追求している。

## 沿革
- 1999年4月 - 金沢でかねた寿司 八日市店を前経営会社より引継ぎ。
- 2000年4月 - 金沢まいもん寿司 金沢駅西本店 開店。
- 2002年12月 - 金沢まいもん寿司 たまプラーザ店 開店。
- 2003年11月 - 金沢まいもん寿司「珠姫」 玉川高島屋S・C店 開店。
- 2003年11月 - 金沢まいもん寿司 八日市店 開店。
- 2005年3月 - 金沢まいもん寿司「梅鉢亭」 名古屋ラシック店 開店。
- 2005年12月 - 金沢寿司割烹「魚匠庵」 開店。
- 2009年6月 - 金沢まいもん寿司 金沢駅店 開店。
- 2012年7月 - 能登豚熟成とんかつ「金沢かつぞう 本店」 開店。
- 2012年10月 - 金沢まいもん寿司 イオンモールナゴヤドーム前店 開店。（FC店・2024年閉業）
- 2016年6月 - 金沢まいもん寿司 吹田グリーンプレイス店 開店。
- 2016年7月 - 鮨処「あさの川」 開店。
- 2016年11月 - 金沢まいもん寿司 センター南 開店。
- 2017年2月 - 金沢まいもん寿司「珠姫」 大手町 開店。
- 2017年11月 - 金沢まいもん寿司 上野 開店。
- 2018年3月 - 金沢まいもん寿司 京都駅ポルタ店 開店。
- 2018年8月 - ラ・ベットラ・ダ・オチアイ カナザワ 開店。（2024年契約期間終了につき閉業）
- 2018年11月 - 金沢まいもん寿司 マークイズ福岡ももち 開店。
- 2018年12月 - 金沢まいもん寿司 新神田店 開店。
- 2019年2月 - 金沢まいもん寿司 白山インター店 開店。
- 2019年2月 - 金沢まいもん寿司 名古屋パルコ 開店。
- 2019年7月 - 金沢まいもん寿司 三軒茶屋 開店。
- 2019年11月 - 金沢まいもん寿司 渋谷パルコ 開店。
- 2020年7月 - 金澤美味壽司SOGO台北忠孝館店 開店。
- 2020年10月 - 能登豚熟成とんかつ「金沢かつぞう 白山店」 開店。
- 2021年4月 - 宮島鮨まいもん 開店。
- 2021年6月 - 金沢まいもん寿司 吉川美南 開店。
- 2021年9月 - 金沢まいもん寿司 夙川グリーンプレイス店 開店。
- 2021年10月 - 群馬いちもん 金沢まいもん 開店。
- 2021年11月 - 金沢まいもん寿司 ルクア大阪店 開店。
- 2021年11月 - 能登豚熟成とんかつ「金沢かつぞう 金沢駅あんと店」 開店。
- 2022年3月 - 金沢まいもん寿司玉川高島屋S・C店 MAIMON STORE開店。
- 2022年11月 - 11月24日放送のテレビ東京の番組「日経スペシャル カンブリア宮殿」にて、本店、たまプラーザ店が特集され、本社にて木下社長らが取材を受ける。
- 2022年12月 - 大阪まいもん寿司 黒門店 開店。（FC店・2024年閉業）
- 2023年9月 - 金沢まいもん寿司 国会議事堂店　開店。
- 2024年4月 - すし青柳　東京ステーションホテル（吸収合併）
- 2024年4月 - 宮島鮨まいもん（吸収合併）
- 2024年5月 - ことぶき寿司c/oまいもん寿司　開店。
- 2024年6月 - 金沢まいもん寿司 鮨 珠姫KYOTO　開店。
- 2024年9月 - つゞみ　開店。
- 2025年1月 - 金沢まいもん寿司箱根強羅（FC店）開店。
- 2025年6月 - 金沢かつぞうKITTE大阪店　開店。
- 2025年7月 - 金沢まいもん寿司 那覇国際通り県庁前店 開店。

## 店舗一覧
石川県
- 金沢まいもん寿司 本店（石川県金沢市駅西新町3丁目20-7）
- 金沢まいもん寿司 新神田店（石川県金沢市新神田2丁目14番20号）
- 金沢まいもん寿司 白山インター店（石川県白山市横江町土地区画21街区7）
- 金沢まいもん寿司 金沢駅店（石川県金沢市木ノ新保町1丁目-1 金沢百番街 あんと）
- 金沢寿司割烹「魚匠庵」（石川県金沢市駅西新町3丁目13-17）
- 「金沢かつぞう本店」（石川県金沢市駅西新町3丁目20-13）
- 「金沢かつぞう 白山店」（石川県白山市横江町土地区画5街区8番）
- 「金沢かつぞう 金沢駅あんと店」（石川県金沢市木ノ新保町1丁目-1 金沢百番街 あんと）
- 鮨処「あさの川」（石川県金沢市主計町2-13）

東京都
- 金沢まいもん寿司「珠姫」玉川髙島屋S・C店（東京都世田谷区玉川3丁目17-1 玉川高島屋S・C店南館6階）
- 金沢まいもん寿司玉川高島屋S・C店 MAIMON STORE（東京都世田谷区玉川3丁目17-1 玉川高島屋S・C店本館地下1階）
- 金沢まいもん寿司「珠姫」大手町（東京都千代田区大手町1丁目1-1 大手町パークビルディング よいまち 地下1階）
- 金沢まいもん寿司 上野（東京都台東区上野3丁目24-6 パルコヤ6階）
- 金沢まいもん寿司 三軒茶屋（東京都世田谷区三軒茶屋1-37-2 三茶ビル2階）
- 金沢まいもん寿司 渋谷パルコ（東京都渋谷区宇田川町15-1 渋谷PARCO7階）
- 金沢まいもん寿司 国会議事堂店（東京都千代田区永田町1-7-1 衆議院本館2階 議員食堂）
- すし青柳　東京ステーションホテル（東京都千代田区丸の内1-9-1東京ステーションホテル２階）
- つゞみ　（東京都港区南麻布5-15-25 広尾六幸館2F）

神奈川県
- 金沢まいもん寿司 たまプラーザ店（神奈川県横浜市青葉区美しが丘2丁目19-3）
- 金沢まいもん寿司 センター南（横浜市都筑区茅ケ崎中央6-1 サウスウッド2階）
- 金沢まいもん寿司　箱根強羅（神奈川県足柄下郡箱根町宮城野621番２）

埼玉県
- 金沢まいもん寿司 吉川美南（埼玉県吉川市美南3-25-1イオンタウン吉川美南 東街区2階）

千葉県
- 金沢まいもん寿司 イオンモール幕張新都心店（千葉市美浜区豊砂1丁目1 イオンモール幕張新都心グランドモール1階）

群馬県
- 群馬いちもん 金沢まいもん（群馬県伊勢崎市西小保方町368 スマーク伊勢崎1F）

新潟県
- ことぶき寿司c/oまいもん寿司（新潟県新潟市中央区花園1-1-1CoCoLo新潟WEST SIDE 1F）

愛知県
- 金沢まいもん寿司「梅鉢亭」名古屋ラシック店（愛知県名古屋市中区栄3丁目6-1 ラシック8階）
- 金沢まいもん寿司 名古屋パルコ（愛知県名古屋市中区栄3-29-1 名古屋パルコ西館7階）

大阪府
- 金沢まいもん寿司 吹田グリーンプレイス店（大阪府吹田市片山町2丁目3-9 吹田グリーンプレイス）
- 金沢まいもん寿司 ルクア大阪店（大阪府大阪市北区梅田3-1-3　ルクアイーレ10階）
- 「金沢かつぞう KITTE大阪店」（大阪府大阪市北区梅田３丁目2番2号 KITTE大阪５階）

兵庫県
- 金沢まいもん寿司 夙川グリーンプレイス店（兵庫県西宮市大谷町7番3号E棟）

京都府
- 金沢まいもん寿司 京都駅ポルタ店（京都市下京区烏丸通塩小路下る東塩小路町902番地）
- 鮨珠姫KYOTO（京都府京都市下京区烏丸通塩小路下る東塩小路町901番地　京都駅ビル11階）

広島県
- 宮島鮨まいもん（広島県廿日市市宮島口一丁目8番14号レアルマーレ望厳荘 1F ）

福岡県
- 金沢まいもん寿司 マークイズ福岡ももち（福岡県福岡市中央区地行浜2-2-1 MARK IS福岡ももち3階）

沖縄県
- 金沢まいもん寿司 那覇国際通り県庁前店（沖縄県那覇市松尾１丁目１－２ マルイト那覇松尾ビル1階）

台湾
- 金沢まいもん寿司（金澤美味壽司）SOGO台北忠孝館店（台北市忠孝東路四段45号 SOGO台北忠孝館店11階）

## テレビ番組
- 日経スペシャル カンブリア宮殿 100円系では体験できない 高級路線の回転寿司チェーン（2022年11月24日、テレビ東京）- エムアンドケイ社長 木下孝治出演[3]。